# Harold en Italie

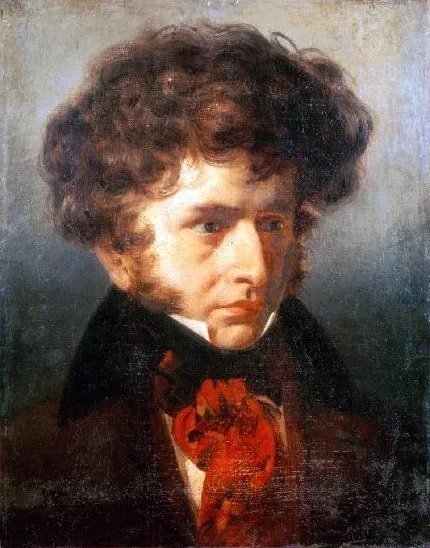
Berlioz im Jahr 1832, gemalt von Émile Signol

Harold en Italie (französisch für ‚Harold in Italien‘; op. 16, H. 68) ist eine Sinfonie mit Solobratsche (Symphonie en quatre parties avec alto principal) des französischen Komponisten Hector Berlioz (1803–1869). Er komponierte das Werk im Jahr 1834 in Paris; die Uraufführung fand dort am 23. November selben Jahres in der Salle du Conservatoire mit Christian Urhan als Solisten und Narcisse Girard als Dirigenten statt.

## Entstehung
Niccolò Paganini bat Berlioz bei einem Treffen im Jahr 1834, ein Bratschenkonzert für seine neue Stradivari-Bratsche (die sogenannte „Paganini-Mendelssohn“ von 1731) zu komponieren. In seinen Memoiren gibt Berlioz an, wie er darauf reagierte:

« Certes, lui répondis-je, elle me flatte plus que je ne saurais dire, mais pour répondre à votre attente pour faire dans une semblable composition briller comme il convient un virtuose tel que vous, il faut jouer de l’alto; et je n’en joue pas. »

„Sicher, antwortete ich, es schmeichelt mir mehr, als ich ausdrücken könnte, aber um Ihren Erwartungen gerecht zu werden und in einem solchen Werk einen Virtuosen wie Sie angemessen glänzen zu lassen, muss man Bratsche spielen können, und das kann ich nicht.“

Dennoch beharrte Paganini auf dem Auftrag, und Berlioz gab schließlich nach. Nach dem Betrachten des ersten Satzes soll Paganini enttäuscht gewesen sein, weil es dem Werk an zahlreichen virtuosen Passagen für den Solisten fehle. Allerdings scheint dies von Beginn an die Intention Berlioz’ gewesen zu sein, denn schon im März 1834 beschrieb er die Komposition als Sinfonie mit Solobratsche.
Paganini hörte das Werk erst 1838 zum ersten Mal, soll aber Berlioz zufolge sehr gerührt gewesen sein. Paganini soll ihn am Arm genommen haben und ihn zurück auf die Bühne geführt haben, wo noch viele Musiker verweilten: „Dort kniete er nieder und küsste meine Hand.“ Einige Tage später erhielt Berlioz einen Gratulationsbrief von Paganini und einen Scheck in Höhe von 20.000 Francs.
Das Werk hat einen autobiographischen Hintergrund, nämlich Erfahrungen, die Berlioz in Italien gemacht hatte, nachdem er 1830 den Rompreis gewonnen hatte. Diese Erfahrungen verband Berlioz mit der literarischen Figur des Harold aus Lord Byrons Childe Harold’s Pilgrimage. Berlioz schreibt dazu in seiner Autobiographie:

« je voulus faire de l’alto, en le plaçant au milieu des poétiques souvenirs que m’avaient laissés mes pérégrinations dans les Abruzzes, une sorte de rêveur mélancolique dans le genre du Child-Harold de Byron. »

„Ich wollte aus der Bratsche, in dem ich sie in den Mittelpunkt poetischer Erinnerungen stellte, die meine Wanderungen in den Abruzzen bei mir hinterlassen hatten, eine Art melancholischen Träumer von der Sorte von Byrons Childe Harold machen.“

Die Komposition folgt der literarischen Vorlage inhaltlich aber nicht, so sind die Szenen der Sinfonie in Byrons Werk nicht enthalten. Der literarische Bezug ist demnach eher als Paraphrase zu verstehen.
Die Partitur wurde erstmals im Jahr 1848 bei Schlesinger publiziert. Widmungsträger ist Humbert Ferrand (1800–1868).

## Besetzung
Die Besetzung besteht aus Solobratsche, 2 Flöten, 2 Oboen, 2 Klarinetten, 4 Fagotten, 4 Hörnern, 2 Trompeten, 2 Kornette, 3 Posaunen, Ophikleide, 2 Pauken, Triangel, Becken, 2 Kleinen Trommeln, Harfe und Streichern.

## Form
Formal gesehen kann die Komposition als Sinfonie betrachtet werden. So ist sie in vier Sätzen angelegt, der dritte davon ein Scherzo in der Tradition Ludwig van Beethovens. Die Bratsche hat nie dermaßen virtuose Aufgaben wie üblich in Instrumentalkonzerten; zentrale Aufgaben hat sie vor allem im ersten Satz, in dem sie das Harold-Thema sowie das 1. und 2. Nebenthema einführt. Eine Kadenz ist nicht vorhanden. Im zweiten und dritten Satz bleibt der Einsatz des Soloinstruments beinahe vollständig auf den Vortrag des Harold-Themas beschränkt, im letzten Satz ist die Bratsche auf noch kürzere Passagen beschränkt, die einen reminiszenzartigen Charakter haben. Die relative Einheitlichkeit der thematischen Zuteilung der Solobratschenpartien, die oft aus dem Vortrag des Harold-Themas bestehen, lassen die Zuordnung der Solopartie zur Rolle des „melancholischen Träumers“ Harold zu. Das Harold-Motiv entspricht dabei der idée fixe des Werks.
Eine typische Aufführungsdauer des Werks beträgt 40 Minuten.

## Musik

### I. Harold in den Bergen
Der erste Satz trägt den vollen Titel « Harold aux montagnes. Scènes de mélancolie, de bonheur et de joie » (deutsch: „Harold in den Bergen. Szenen der Melancholie, des Glücks und der Freude“) und besteht aus mehreren Themen, die eigenständig wirken. Er beginnt mit einem Adagio, in dem nach einer chromatischen Einleitung das Harold-Thema eingeführt wird, welches sowohl soloistisch als auch durch das Orchester gespielt erklingt. Darauf folgt das Allegro. Dieses ist nicht streng nach Sonatensatzform komponiert; die Durchführung und die Reprise sind nicht klar voneinander getrennt und beide Themen erscheinen bei ihrem Wiederauftreten verändert. In der den Satz beschließenden Coda werden die Themen ein weiteres Mal variiert, und das Tempo steigert sich bis auf das Doppelte desjenigen des Allegro. Diese drei Teile entsprechen charakterlich den drei in der Überschrift genannten Szenen.

### II. Marsch der Pilger
Der zweite Satz ist mit « Marche des pèlerins chantant la prière du soir » (deutsch: „Marsch der Pilger, die das Abendgebet singen“) überschrieben. Das inhaltliche Motiv ähnelt dabei demjenigen des zweiten Satzes der „italienischen“ Sinfonie Felix Mendelssohn Bartholdys. Zu Beginn beschreibt der Satz in musikalischer Form einen sich nähernden Pilgerzug, was durch ein crescendo repräsentiert wird. Die dazugehörende Melodieabfolge wird in der Partitur als canto bezeichnet. Dieser wird darauf unterbrochen, was Berlioz folgendermaßen beschreibt: « la sonnerie des cloches du couvent se fait entendre […], représentée par deux notes de harpe que redoublent les flûtes, les hautbois et les cors. » (, deutsch: „Das Läuten der Klosterglocken ertönt, dargestellt durch zwei Noten der Harfe, die von den Flöten, den Oboen und den Hörnern verdoppelt werden“). Dem entgegengesetzt ertönt das Harold-Thema in der Solobratsche, welches adagio gespielt wird. Auf diesen ersten Teil des Satzes folgt ein Mittelteil. Dieser wurde von Berlioz als canto religioso in Harmonien in der Art Palestrinas beschrieben. Der Solist begleitet diese, indem er sul ponticello Arpeggios spielt. Der Satz endet damit, dass der canto des ersten Teils wieder aufgenommen wird. Durch ein decrescendo wird das Weiterziehen des Pilgerzugs symbolisiert.

### III. Ständchen
Der dritte Satz trägt den Titel « Sérénade d’un montagnard des Abruzzes à sa maîtresse » (deutsch: „Abendliches Ständchen eines Abruzzen-Gebirglers an seine Geliebte“). Wesentlicher Bestandteil ist das im Titel erwähnte abendliche Ständchen, welches parallel – in kontrapunktischer Weise – durch das Harold-Thema begleitet wird. Die Serenade wird flankiert von zwei Allegro-Teilen, die doppelt so schnell gespielt werden. Letztere tragen Züge eines Sicilianos. Als Abschluss des Satzes dient ein Teil, in dem alle drei bisher im Satz vorhandenen Elemente kombiniert werden. Der Siciliano-Rhythmus begleitet in Form eines Ostinato die Melodie der Serenade und das Harold-Thema.

### IV. Gelage der Räuber
Die Überschrift des vierten Satzes lautet « Orgie de Brigands. Souvenirs de scènes précédentes » (deutsch: „Gelage der Räuber. Erinnerungen an vergangene Szenen“). Der Satz beginnt mit einer ausführlicheren Einleitung, die fünf Wiederaufnahmen von Motiven der vergangenen Sätze, gespielt vom Solisten, enthält. Sie werden immer wieder unterbrochen durch das einsetzende Finale-Thema. Nach dieser Einleitung beginnt ein in Sonatensatz gehaltener Teil, dem allerdings die Durchführung fehlt. Der Charakter dieses Teils ist sehr lebhaft und wild und kann als die Orgie gedeutet werden. Dabei fehlt die Solopartie vollständig, was Berlioz später als Harolds „Flucht“ erklärte. Zum Schluss setzt die Bratsche nochmals mit dem Thema des Pilgermarschs als letzter Augenblick des Erinnerns ein.

## Diskografie (Auswahl)
Die Jahreszahlen in Klammern geben nicht das Aufnahmejahr, sondern das Jahr der Erstveröffentlichung auf Tonträger wieder.
- William Primrose (Bratsche), Boston Symphony Orchestra, Serge Koussevitzky, Victor Red Seal (1945)
- William Primrose (Bratsche), Royal Philharmonic Orchestra, Sir Thomas Beecham, Columbia (1952)
- Carlton Cooley (Bratsche), NBC Symphony Orchestra, Arturo Toscanini, RCA (1954)
- William Primrose (Bratsche), Boston Symphony Orchestra, Charles Münch, RCA (1958)
- Nobuko Imai (Bratsche), London Symphony Orchestra, Colin Davis, Philips (1975)
- Josef Suk (Bratsche), Tschechische Philharmonie, Dietrich Fischer-Dieskau, Supraphon (1976)
- Wolfram Christ (Bratsche), Berliner Philharmoniker, Lorin Maazel, Deutsche Grammophon (1985)
- Pinchas Zukerman (Bratsche), Orchestre symphonique de Montréal, Charles Dutoit, Decca (1988)
- Yuri Bashmet (Bratsche), Radio-Sinfonie-Orchester Frankfurt, Eliahu Inbal, Denon (1989)
- Tabea Zimmermann (Bratsche), London Symphony Orchestra, Sir Colin Davis, LSO Live (2003)